# فرماونت (دلاویر)
فرماونت (به انگلیسی: Fairmount) یک منطقهٔ مسکونی در ایالات متحده آمریکا است که در شهرستان ساسکس، دلاویر واقع شده‌است.